# Marco Bracci
Marco Bracci, född 23 augusti 1966 i Fucecchio, är en italiensk före detta volleybollspelare. Han tillhörde den gyllene generation som med Italiens landslag vann tre VM-guld, fyra EM-guld samt två OS-medaljer. Efter avslutade spelarkarriär har han varit volleybolltränare.